# 엠키스코어
엠키스코어(영어:MKISCORE CO.,LTD)는 2019년에 설립된 한국의 IT기업이다.                                     
혁신적인 솔루션을 통해 '최고의 엔터프라이즈  AX(AI 경험)을 제공한다'라는 사명을 가지고 AI 데이터센터 구축 프로젝트에서 요구되는 진단 컨설팅, 디자인 컨설팅, AI Full Stack 구축 서비스, 성능 최적화 서비스 그리고 데이터 운영 서비스까지 체계적이고 철저한 "Outcome-centric" 방법론으로 AI 데이터센터 컨설팅과 서비스를 수행함으로써, 최고의 엔터프라이즈 AX를 실현하는 기업이다.                                                                                                                                                                                                                                                                                                                                                                                                                                                                                                                                                                                                                                                                              

## 역사
2019년 3월에 창립되었다.
| 2019 |
| --- |
| - 회사 설립 - HPE Silver 파트너 업무협약 - Cisco 업무협약 - 삼성전자 업무협약 - Dynatrace 업무협약 - 엠키스코어 기흥 물류센터 오픈 - 삼성SDS Smart-Together 입찰시스템 및 업무협약 - ㈜에이알 업무협약 - LGE 업무협약 - LGCNS 업무협약 - 제조 : 전자(HPC) - HPC 슈퍼컴 구축 |
| 2020 |
| - HPE HIT 파트너상 수상 - HPE Gold 파트너 업무협약 - Nvidia 업무협약 - Aruba 업무협약 - Veritas 업무협약 - 삼성전자 종합기술원(AI 연구개발) - SSC-21, Top500(11위), Green500(2위) 등재 - 삼성전자 종합기술원(AI 연구개발) - SSC-21 Scalable Module, Top500(291위) 등재 |
| 2021 |
| - Nutanix 업무협약 - 연구소 동탄으로 이전 - Aircuve 업무협약 - ISO9001, ISO14001, ISO45001 인증 획득 - 한국산업기술진흥회 기업부설연구소 설립 - AMD 총판 등록 - HPE T1 업무협약 - POSCO ICT 업무협약 - HPE Platinum 파트너 - Top 500, Green 500 등재 시스템 구축 - 전산실 공조환경 개선방법 특허안 - Aruba Silver 파트너 업무협약 (22년3월) - Arista 업무협약 (22년3월) - Altair 업무협약 (22년3월) - SKT(LLM 연구개발) - Titan, Top500(47위) 등재 |
| 2022 |
| - 한국기계기술공학회 눈문 게재 "CPU 냉각 성능 평가용 시스템 구축 및 공냉/수냉방식 냉각 특성 분석" - WEKA IO 업무협약 - 제조 : 전자 - 생성형 AI제품 개발 연구 - IT : 데이터센터(HPC) - AI개발 및 서비스 |
| 2023 |
| - 제조 : 전자(HPC) - 생산 장비 개발 및 연구 - 대학교(HPC) - 딥러닝, 머신러닝, 자율주행 등의 연구용 - 제조 : 전자 AI연구소(AI) - 생성형 AI 추론 연구용 - 국책연구소(AI) - 데이터집약형 AI 연구위한 고성능 병렬파일시스템 구축 - IT : Portal(AI) - LLM - CUBOX(AI 얼굴인식 알고리즘 학습, 객체인식 기술 개발) - HPE Cray XD6500, Top500(156위) 등재 - 네이버(LLM, 생성형 AI 연구 개발) - Sejong, Top500(22위) 등재 |
| 2024 |
| - 제조 : 전자(AI+HPC) – HPC/LLM 트레이닝, H100 DLC (Direct Liquid Cooling) - 국책 연구소(AI+HPC) - H200 & GH200, 냉수식 냉각장치 - 연구소 : AI 연구소(AI) - Gen AI(LLM), NVAIE & Slurm - 대학교(HPC) – 딥러닝, 머신러닝, 자율주행 등의 연구용 - 제조 : 전자(AI) – K8S, Slurm - 유통(Monitoring - SuperPOD) - Zabbix & M-owl - 금융 : 은행(AI) - Gen AI(LLM), K8S기반의 SW Stack 적용 - 금융 : 보험(AI) - Gen AI(LLM), K8S기반의 SW Stack 적용 - 제조 : 전자(AI) - Gen AI(LLM), K8S기반의 SW Stack 적용 - AI 수랭식 데모센터 AQUAEdge 구축 - AQUAEdge Total Solution 출시 |

## 수상내역

### 2023년 11월 슈퍼컴퓨팅 컨퍼런스 TOP500
TOP500 순위에 한국 슈퍼컴 중에서 네이버와 CUBOX의 슈퍼컴이 새롭게 이름을 올렸다. 네이버 "세종"의 경우, 32.97 페타플롭스의 실측 성능을 기록해 한국 최고의 슈퍼컴퓨터에 올랐고, CUBOX도 4.96 페타플롭스로 한국9위, 세계156위에 등재되었다.
TOP500 순위에 든 12개 국내 슈퍼 컴퓨터 중 새롭게 등재된 네이버와 CUBOX외에 삼성전자, SKT까지 총 4개 고객사, 5개 AI 슈퍼컴 구축에 엠키스코어가 참여했다. 슈퍼컴의 Workload에 따라 구분할 경우, TOP500 순위 내의 국내 AI용 슈퍼컴의 63%를 엠키스코어가 구축했다.         

## 논문

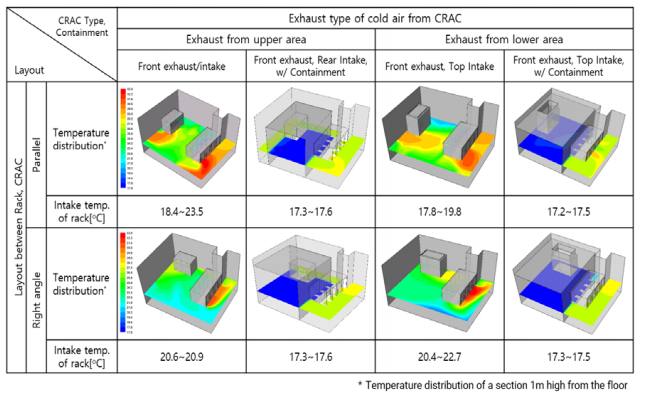
Temperature distribution of a sectton Im high from the floor

### 중소규모 데이터센터 공조환경 개선을 위한 열유동 해석
컨테인먼트를 설치하지 않는 경우，랙 전면으로 유 입되는 공기의 온도는 항온항습기 토출 온도 대비 최대 6t 이상 높고 또한，랙의 배치에 따라 유입온 도 편차도 크게 발생한다.  컨테인먼트 설치시，항온항습기와 랙 배치，항온항 습기의 토출구，흡입구 위치를 변화시키더라도 랙 전면으로 유입되는 공기 온도는 항온항습기 토출 온도 대비 0.2〜0.6t 정도로 매우 안정적이고 낮 은 온도로 유지된다. 
- 논문 내용 中( 한국기계기술학회지 / Vol.23, No.6, )

## M-Pack

### 고객에게 최고의 엔터프라이즈 AI경험을 제공하기 위해 최적화된 AI 구축을 위한 디자인부터 구축, 운영, 최적화, 유지보수까지 Total Solution Package
M-Pack은 AI Full Stack(AI 풀스텍)에 특화된 AI 데이터센터 최적화 서비스(APO)를 적용하여, 다수의 SC Top500에 등재된 AI 데이터센터 구축에 대한 경험으로, 최고의 성능 구현을 지원한다. 고객의 필요에 따라, 기술과 환경의 변화에 유연하게 대응할 수 있는 최적의 AI Full Stack 플랫폼을 도입할 수 있도록 한다. 

## M-OWL

### AI/HPC 클러스터 환경을 직관적으로 모니터링할 수 있고, 최적화된 대시보드 및 리포트 기능을 제공하는 Solution
M-OWL(Mkiscore Ovservation and Watchdog anaLysis)은 엠키스코어의 다양한 대규모 AI/HPC 클러스터 구축/운영 경험을 바탕으로 복잡한 AI/HPC 환경을 직관적으로 모니터링할 수 있도록 개발한 자체 솔루션으로, 한국정보통신기술협회(TTA)로부터 소프트웨어 품질 인증인 GS 1등급을 취득하여 가능성, 신뢰성, 상호 호환성 등 소프트웨어 품질 평가를 위한 부분에서 최고 등급의 소프트웨어로 인정받았다. 
M-OWL 1.0은 AI/HPC 클러스터 운영에 필요한 대시보드(Inventory, Pivot, Job Scheduler)와 리포트에 대한 고객 요구 사항을 반영하여 개발되었다. 전 세계 수많은 기업이 선택한 오픈소스 솔루션인 Zabbix에 M-OWL 1.0의 인벤토리 모니터링 기능, 피벗 분석 도구, 잡 스케줄러 모니터링 기능, 리포트 생성 기능을 통합 구성하면 가상화되고 컨테이너화된 환경 또는 AI/HPC 대규모 클러스터 환경의 데이터센터를 최적의 상태로 운영하여 최상의 데이터센터 성능을 유지할 수 있게 한다. 

#### M-OWL 1.0 특징
1. Inventory : 모니터링 대상 시스템의 하드웨어/소프트웨어에 대한 인벤토리 모니터링 제공
2. Pivot 분석 도구 : 시스템 담당자가 중요시 여기는 아이템 기준으로 서버의 데이터를 한 눈에 분석할 수 있는 기능 제공
3. Scheduler Monitoring : AI/HPC 클러스터 환경의 Job Scheduler인 Slurm, PBS, Kubernetes 모니터링 기능 제공
4. Report 생성 : 고객 맞춤형 리포트 생성 및 리포트 정기 발송 지원

## AQUAEdge Total Solution

### 공랭식 데이터센터를 수랭식으로 전환하거나 데이터센터를 설계 초기 단계부터 구축에 이르는 전 과정을 종합적으로 지원하는 턴키 솔루션
AI 기술의 급속한 발전과 GPU 활용 증가로 인해 데이터센터의 고발열 문제가 심각한 도전 과제로 떠오르고 있으며 이에 대한 해결 방안으로 Direct Liquid Cooling(DLC) 방식이 주목받고 있다. 
DLC 기술 중 Direct-to-Chip Liquid Cooling 방식은 GPU, CPU, 메모리 칩과 같은 발열이 심한 부품에 열교환기를 설치하고, 파이프를 통해 냉각수를 순환시켜 열을 제거하는 냉각 방식으로 전체 발열량의 약 90%는 물로, 나머지는 공기를 통해 처리하여 효율적인 열관리가 가능하다. 
AI의 발전에 함께 수랭식 냉각 방식의 도입은 선택이 아닌 필수가 되고 있으나, 기업들은 수랭 데이터센터 도입 과정에서 참조 사례 부족으로 어려움을 겪고 있는 것이 현실입니다. 이를 해결하기 위해 엠키스코어는다년간의 AI 데이터센터 설계 구축 경험과 AI 풀스택 기술 지원 경험을 바탕으로 아쿠아엣지(AQUAEdge) Total Solution을 출시했다. AQUAEdge Total Solution은 공랭식 데이터센터를 수랭식으로 전환하거나 데이터센터 설계 초기 단계부터 구축에 이르는 전 과정을 종합적으로 지원하는 턴키솔루션이다.

## 연평균 성장률: 93%
연 매출액으로 계산한 연평균 성장률이다.